# Magas-Tauern
A Magas-Tauern (németül Hohe Tauern) egy hegyvonulat a Keleti-Alpokban. Hozzá tartoznak a hegység Brenner-hágótól keletre eső legnagyobb csúcsai, köztük Ausztria legmagasabb hegycsúcsa, a 3798 méteres Großglockner. A hegység főleg Ausztria Salzburg, Karintia és Tirol tartományaira esik, de délnyugaton átnyúlik az olaszországi Dél-Tirolba is.

## Földrajza

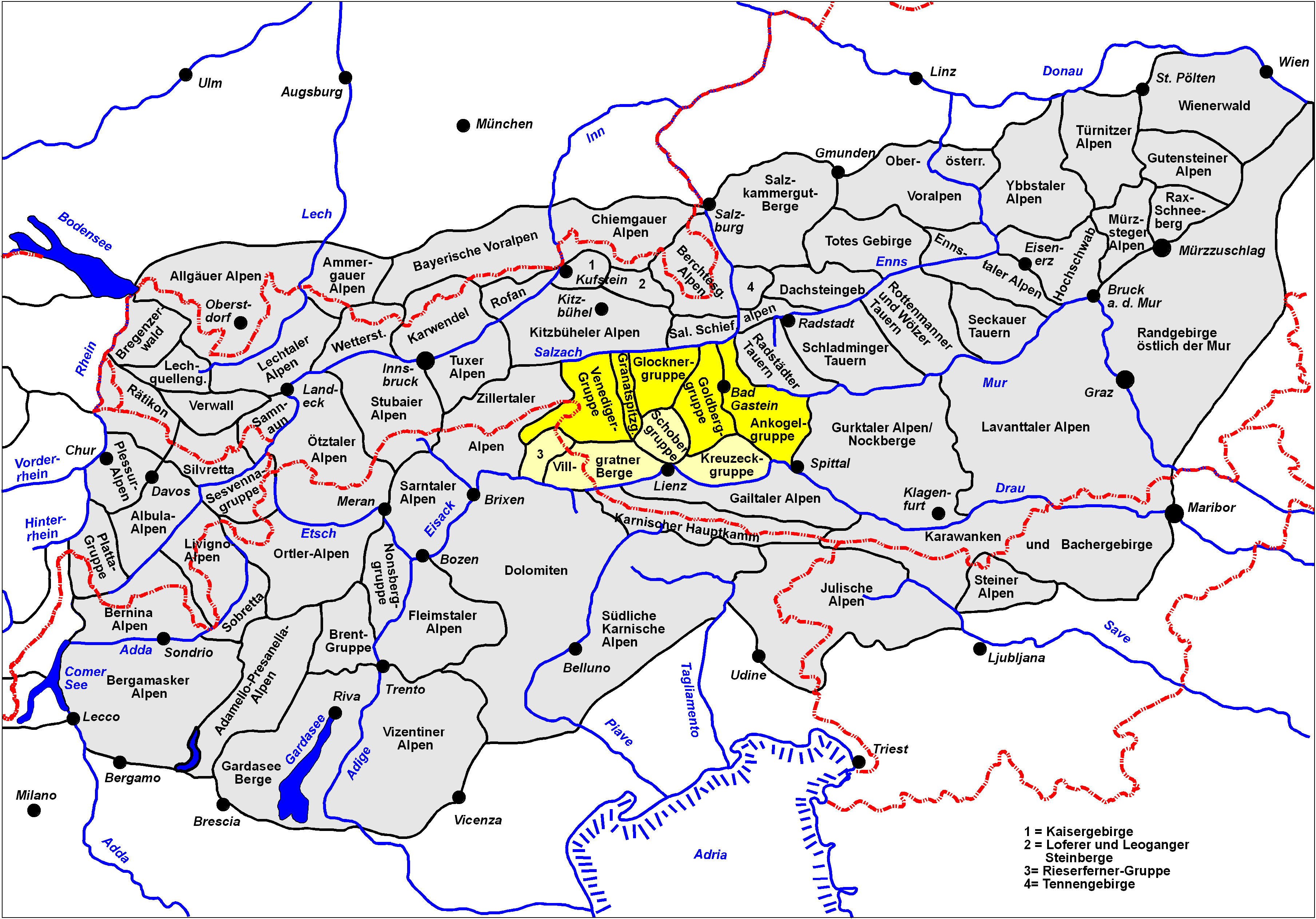
A Magas-Tauern csoportjai

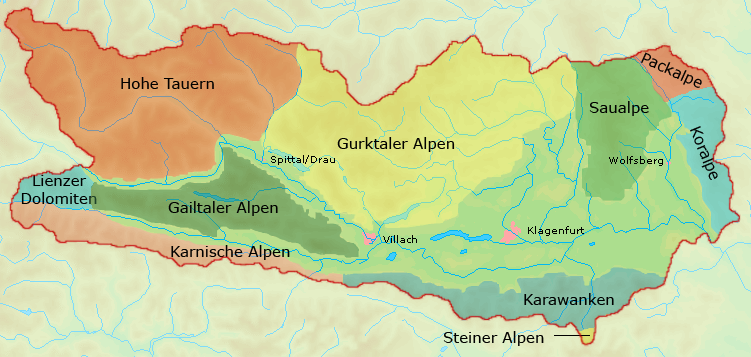
A Magas-Tauern Karintiában (világosbarna)

A Magas-Tauernt északon a Salzach folyó határolja el a Kitzbüheli-Alpoktól, keleten a Mura völgye az Alacsony-Tauerntől, délen a Dráva a Déli-Mészkőalpoktól, nyugaton pedig a Birnlücke-hágó a Zillertali-Alpoktól.
A hegyvonulat fontosabb csoportjai (az Alpok fő láncán nyugatról keletre haladva):
- Venediger-csoport (Großvenediger, 3666 m)
- Granatspitze-csoport (Großer Muntanitz, 3232 m)
- Glockner-csoport (Großglockner, 3798 m)
- Goldberg-csoport (Hoher Sonnblick, 3106 m)
- Ankogel-csoport (Hochalmspitze, 3360 m); ide tartozik a Hafner és Reißeck-csoport

A fő lánctól délre helyezkednek el az alábbi csoportok:
- Rieserferner-csoport (Hochgall, 3436 m)
- Villgrateni-hegység (Weiße Spitze, 2962 m)
- Schober-csoport (Petzeck, 3283 m; Hochschober, 3240 m)
- Kreuzeck-csoport (Mölltaler Polinik, 2784 m)

## Magas-Tauern Nemzeti Park

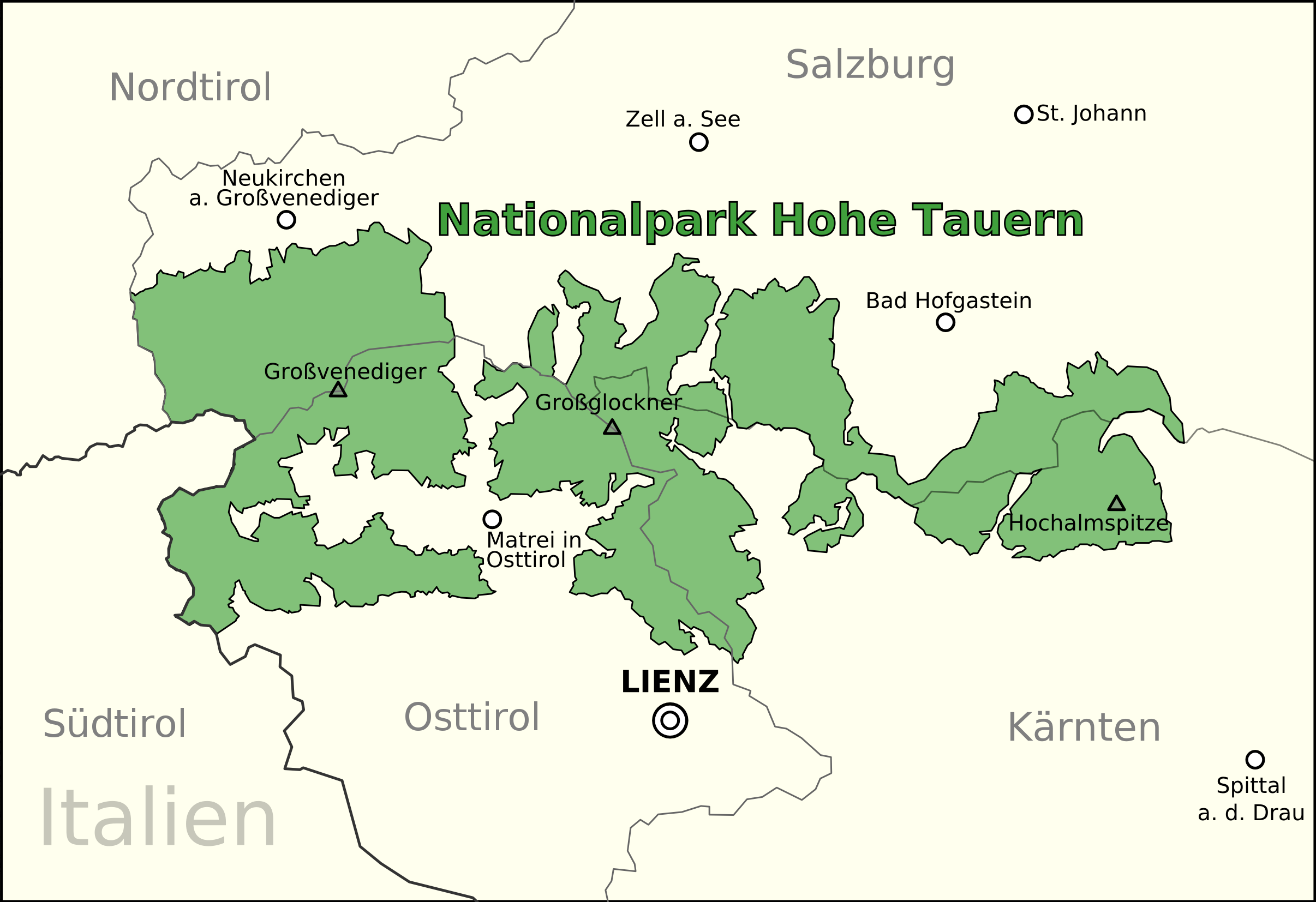
A nemzeti park területe

A Magas-Tauern Nemzeti Park a hegység területének nagy részére (és három osztrák tartományra) kiterjed. 1834 km²-ével messze a legnagyobb az ország hét nemzeti parkja közül és egyúttal az egész Alpokban a legnagyobb természetvédelmi terület. Magashegyi központi zónájában - itt találhatóak a Großglockner és a Großvenediger masszívumai - mindenféle mezőgazdasági tevékenység meg van tiltva, míg a peremzónában az alpesi legeltetés és az erdészet megengedett. Öt különleges zónájában mindenféle zavarás tilos.
Az IUCN szerint II-es kategóriájú (látogatható nemzeti park) védett területen számos gleccser (köztük a Pasterze-gleccser), gleccservölgy, hordalékkúp található, valamint kiterjedt alpesi tundrazóna és erdők is. Itt van Ausztria legmagasabb vízesése, a 380 méteres Krimmli vízesés. A növényzet közül kiemelendő az erdős zóna határán növő havasi cirbolya, a rhododendronokhoz tartozó rozsdás havasszépe vagy az endemikus Rudolf-kőtörőfű (Saxifraga rudolphiana). Az állatvilág jellemző képviselői a zerge, a kőszáli kecske, a gímszarvas vagy fakó keselyű és szirti sas. A korábban kipusztult szakállas saskeselyűt és havasi mormotát sikeresen visszatelepítették.
A park létrehozását kimondó nyilatkozatot 1971-ben írták alá Heiligenblutban, de a tényleges védelmi intézkedések meghozatala csak 1981-ben indult meg Karintiában. Salzburg két évvel később, Tirol 1992-ben követte a példáját.

## Jelentős csúcsok

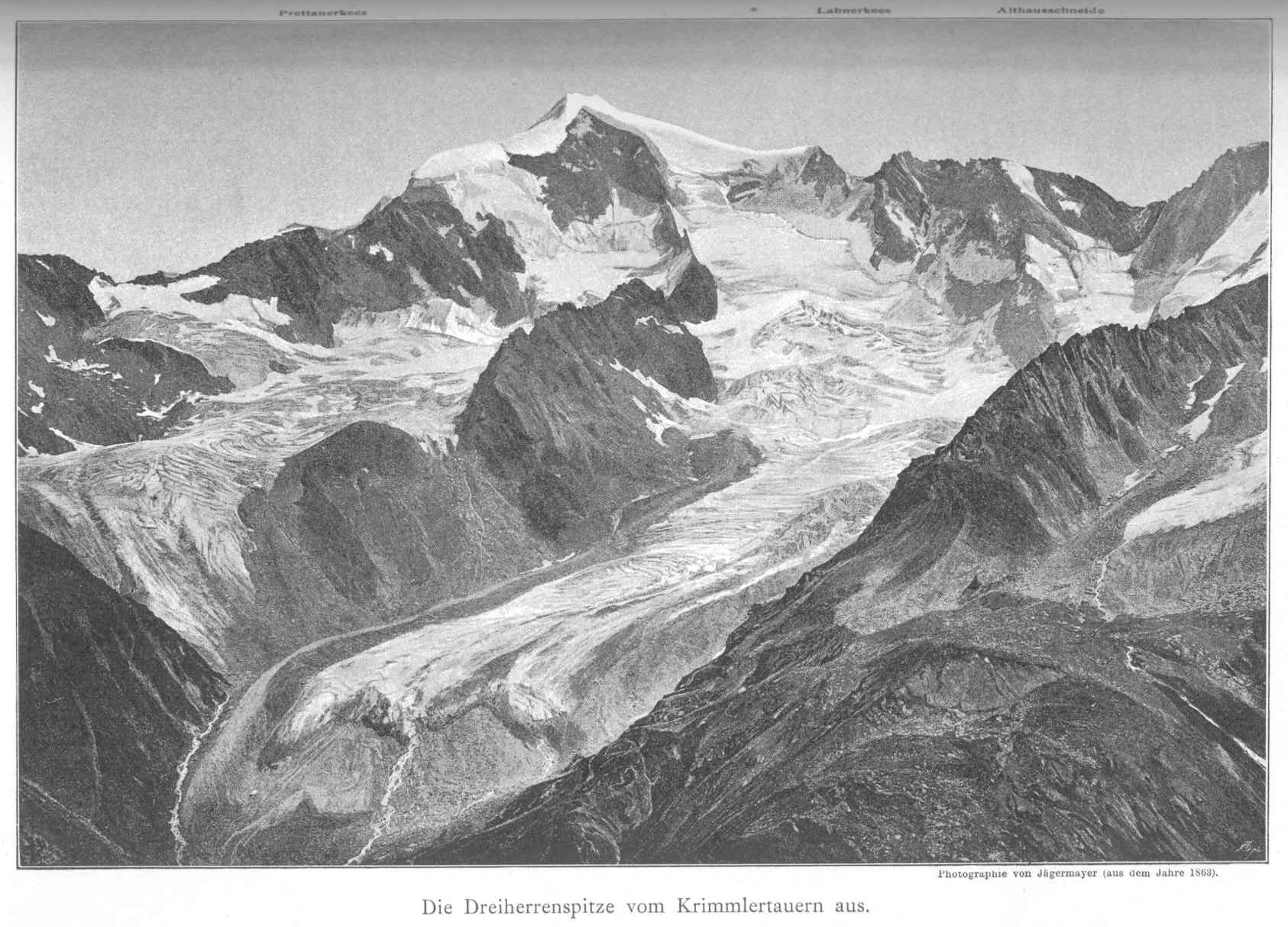
A Dreiherrnspitze 1890-ben

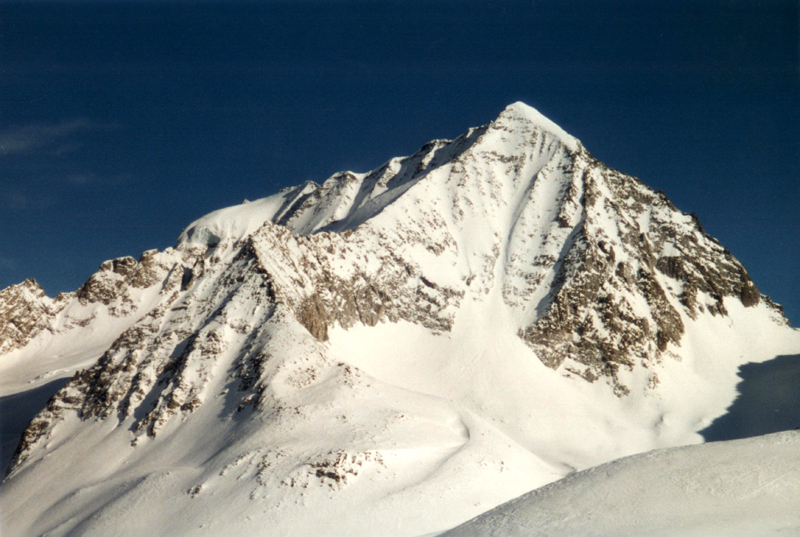
A Hochgall télen

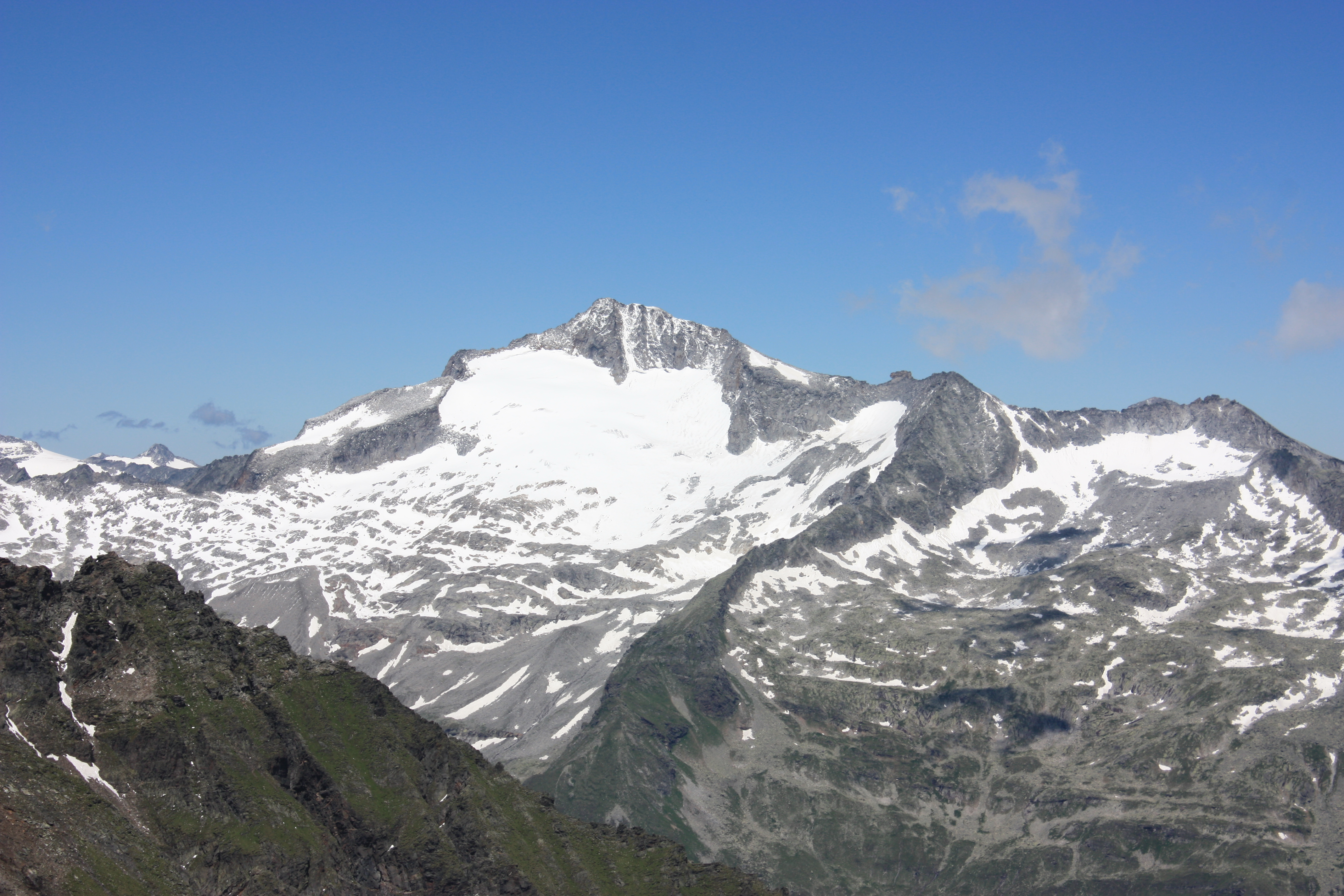
A Hochalmspitze déli oldala

| Csúcs               | Csoport      | Magasság (m) | Relatív magasság (m) |
| ------------------- | ------------ | ------------ | -------------------- |
| Großglockner        | Glockner     | 3798         | 2423                 |
| Großvenediger       | Venediger    | 3666         | 1199                 |
| Großes Wiesbachhorn | Glockner     | 3564         | 477                  |
| Dreiherrnspitze     | Venediger    | 3499         | 591                  |
| Rötspitze           | Venediger    | 3496         | 653                  |
| Johannisberg        | Glockner     | 3453         | 277                  |
| Hochgall            | Rieserferner | 3436         | 1148                 |
| Hoher Eichham       | Venediger    | 3371         | 325                  |
| Hoher Tenn          | Glockner     | 3368         | 335                  |
| Malhamspitze        | Venediger    | 3368         | 319                  |
| Hochalmspitze       | Ankogel      | 3360         | 942                  |
| Großer Geiger       | Venediger    | 3360         | 293                  |
| Schneebiger Nock    | Rieserferner | 3358         | 542                  |
| Fuscherkarkopf      | Glockner     | 3331         | 489                  |
| Keeskogel           | Venediger    | 3291         | 373                  |
| Schlieferspitze     | Venediger    | 3290         | 513                  |
| Petzeck             | Schober      | 3283         | 802                  |
| Roter Knopf         | Schober      | 3281         | 556                  |
| Ankogel             | Ankogel      | 3252         | 570                  |
| Hocharn             | Goldberg     | 3254         | 678                  |
| Großer Hornkopf     | Schober      | 3251         | 456                  |
| Hohe Fürlegg        | Venediger    | 3243         | 385                  |
| Hochschober         | Schober      | 3242         | 438                  |
| Großer Muntanitz    | Granatspitze | 3232         | 717                  |
| Hocheiser           | Glockner     | 3206         | 577                  |
| Glödis              | Schober      | 3206         | 370                  |
| Kitzsteinhorn       | Glockner     | 3204         | 439                  |
| Durreck             | Venediger    | 3135         | 626                  |
| Hoher Sonnblick     | Goldberg     | 3106         | 271                  |
| Lasörling           | Venediger    | 3098         | 490                  |
| Großer Hafner       | Hafner       | 3068         | 868                  |
| Hoher Prijakt       | Schober      | 3064         | 470                  |
| Weisse Spitze       | Villgraten   | 2963         | 920                  |
| Mölltaler Polinik   | Kreuzeck     | 2784         | 1580                 |

## Utak és alagutak

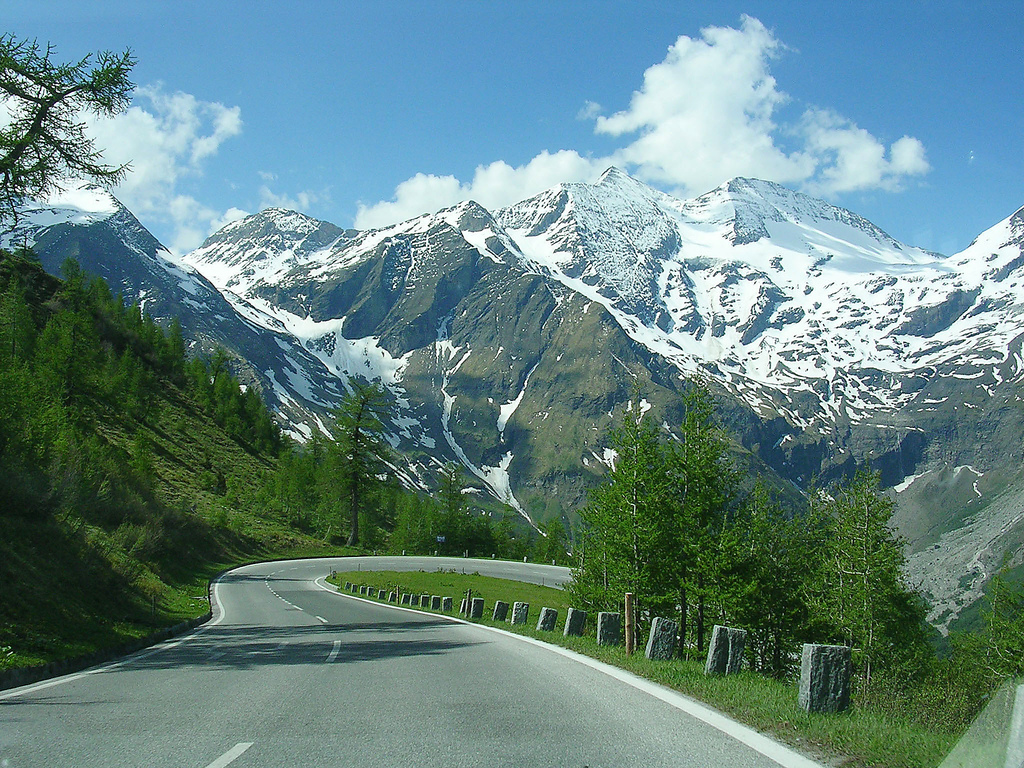
A Großglockner magashegyi autóút

A Magas-Tauern három jelentős alagút fúrja át:
- az 1906-ban átadott Tauern vasúti alagút Bad Gastein és Mallnitz között (8,3 km)
- a Katschberg-alagút az A10 autópályán
- a Felbertauern-alagút a B108 főúton Mittersill és Matrei in Osttirol között

A legismertebb út az 1935-ben átadott, látványos Großglockner magashegyi autóút (Großglockner-Hochalpenstraße), amely 2505 méter magasan alagúton halad át a Hochtor-hágó alatt. Innen keletre a Katschberg-hágón, az alagúttal párhuzamosan a B99 út (Katschberg Straße) Sankt Michaelt és Rennweget köti össze. A Sankt Jakob in Defereggent és Rasen-Antholzot összekötő út a Staller-nyeregben 2052 m magasra hatol.

## Fordítás
- Ez a szócikk részben vagy egészben  a   High Tauern című angol Wikipédia-szócikk ezen változatának fordításán alapul.  Az eredeti cikk szerkesztőit annak laptörténete sorolja fel. Ez a jelzés csupán a megfogalmazás eredetét és a szerzői jogokat jelzi, nem szolgál a cikkben szereplő információk forrásmegjelöléseként.